# Stark växelverkan
Den starka växelverkan, eller den starka kärnkraften, är en av de fyra kända fundamentala krafterna inom fysiken. Denna kraft är cirka 1038 gånger starkare än gravitationen, 106 gånger starkare än den svaga kärnkraften och omkring hundra gånger starkare än den elektromagnetiska kraften. Den starka kraften binder samman kvarkar till protoner, neutroner och andra hadroner. Den håller också samman atomkärnorna som är uppbyggda av dessa protoner och neutroner. Kraften bärs av gluoner.
Den starka kärnkraften kan beskrivas på två olika sätt beroende på vilka effektiva avstånd som råder. På mycket små avstånd (mindre än 10-15 meter) beskriver den starka kraften växelverkan mellan kvarkar, byggstenarna för nukleoner och övriga hadroner och mesoner, genom utbyte av kraftbärande partiklar mellan kvarkarna, som benämns gluoner. Kraften mellan två nukleoner (samlingsnamn för protoner och neutroner) på ett avstånd större än omkring 10-15 m beskrivs tillfredsställande av den så kallade Yukawamodellen. Enligt denna växelverkar två nukleoner genom utbytande av en kraftbärande partikel, en pion (π). Det finns tre olika slag av pioner, π{\displaystyle {}^{0}}, π{\displaystyle {}^{+}} samt π{\displaystyle {}^{-}}. vilka i sin tur består av kvarkar. Denna Yukawakraft är en effektiv kraft som har sitt ursprung i den mer fundamentala kraften på kvark- och gluonnivå.
Teorin för den starka växelverkan benämns kvantkromodynamik, på engelska Quantum Chromodynamics, vilket förkortas QCD. Kvantkromodynamiken är en kvantfältteori som alltså på den fundamentala nivån beskriver hur kvarkar växelverkar genom att utbyta masslösa partiklar med spinn 1 som kallas gluoner.

## Kvarkar och gluoner
Gluonen liknar fotonen i den elektromagnetiska växelverkan på så sätt att den också är en elektriskt neutral boson med spinn 1, och den växelverkar med kvarkar på ett sätt som är mycket likt hur fotoner växelverkar med elektroner. Istället för elektrisk laddning som i elektromagnetismen har kvantkromodynamiken så kallad färgladdning. Färgladdningen är analog till den elektriska laddningen, men adderas inte på samma sätt. Istället för att, som elektroner och positroner, ha elektrisk laddning -1 och +1, har kvarkar färgladdning som getts namnen röd, grön eller blå i analogi med hur färger kombineras. Tre kvarkar tillsammans med dessa laddningar blir då vitt. Antikvarkar är istället antiröda, antigröna eller antiblå. På samma sätt som för elektromagnetismen påverkas inte neutrala (dvs. vita) partiklar av den starka kraften.
Den stora skillnaden är att gluoner även kan växelverka med varandra. Gluonerna växelverkar med alla partiklar som har färgladdning, och gluonerna kan själva ha åtta olika färger. Detta har stora konsekvenser för hur den starka kraften fungerar. Den elektromagnetiska kraften blir starkare när avståndet mellan två laddningar minskar och avtar snabbt när avståndet ökar (den potentiella energin är omvänt proportionell mot avståndet mellan laddningarna). Den starka kraften däremot blir svagare när avståndet minskar och växer när avståndet ökar – när avståndet mellan två färgladdningar ökar växer den potentiella energin ungefär linjärt med avståndet. Detta beror på att gluonerna kan växelverka med varandra. Dessa två egenskaper ger upphov till de fenomen som kallas inneslutning (eng. confinement) och asymptotisk frihet.

## Confinement
Confinement innebär att kvarkar aldrig kan existera som fria partiklar, utan endast i färgneutrala system om minst tre kvarkar eller en kvark och en antikvark. Dessa system är partiklar som kallas baryoner för tre kvarkar och mesoner för en kvark och en antikvark – eller hadroner med ett samlingsnamn. Om två kvarkar förs tillräckligt långt från varandra ökar energidensiteten i kraftfältet så mycket att nya kvarkar kan skapas från den potentiella energin i fältet. De nya kvarkarna kan binda sig vid de ursprungliga kvarkarna så att nya system av kvarkar skapas utifrån det ursprungliga kvarkparet. Att kvarkarna måste gruppera sig i system på detta sätt kommer sig av att det är det enda sättet att skapa system som är neutrala för den starka växelverkan, dvs. som inte har någon färgladdning. Den starka kraften påverkar bara system som har en färgladdning, och det är därför de färgneutrala systemen inte påverkas. Inga experiment har heller någonsin påvisat fria kvarkar. Detta är en skillnad mot elektromagnetismen där en positiv och en negativ partikel kan separeras från varandra och bli fria.

## Asymptotisk frihet
Asymptotisk frihet å andra sidan innebär att när två kvarkar eller gluoner kommer mycket nära varandra (detta innebär höga energier) så är kraften dem emellan så svag att de kan betraktas som fria partiklar, och man kan studera dem på samma sätt som man studerar elektroner och fotoner i kvantelektrodynamiken. Detta beror också på gluonernas egenskap att växelverka med varandra och upptäcktes teoretiskt i början på 1970-talet av David Politzer och av David Gross och Frank Wilczek, som för detta belönades med Nobelpriset i fysik 2004. Experimentellt har det bevisats genom att man ser så kallade jets av hadroner i partikelkollisioner vid acceleratorer. Dessa jets motsvarar de ursprungliga nästan fria kvarkarna och gluonerna som producerats i kollisionen, och confinement gör att man inte ser dessa kvarkar utan istället ett antal hadroner.

## Växelverkan mellan nukleoner och kärnor
Växelverkan mellan nukleoner i sin tur är en indirekt effekt av den starka växelverkan (en så kallad "effektiv" växelverkan). Sett på denna abstraktionsnivå (på nukleonnivå) förmedlas den starka kraften av mesoner. Denna kraft förutspåddes på 1930-talet av japanen Hideki Yukawa. Den effektiva starka kärnkraften som förmedlas av mesoner har mycket kort räckvidd (ca 10-15 m). 